# Franz Xaver Setzer

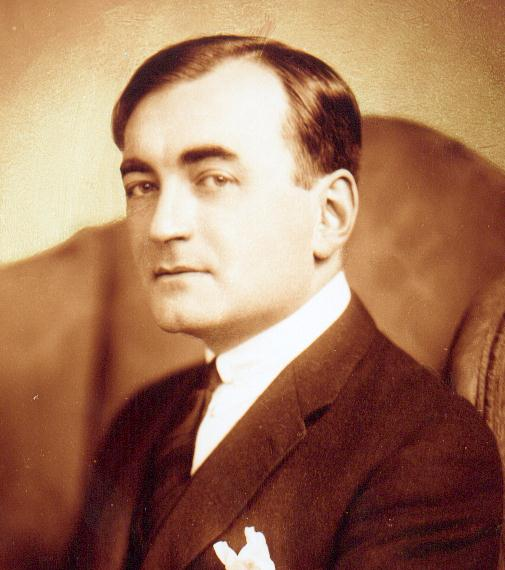
Franz Xaver Setzer Selbstporträt (1920)

Franz Xaver Setzer, eigentlich Franz Anton Adolf (* 6. August 1886 in Wien; † 10. Jänner 1939 ebenda) war ein österreichischer Fotograf.

## Leben
Seine Ausbildung erhielt er an der Kaiserlich-Königlichen Graphischen Lehr- und Versuchsanstalt, die Ateliergründung war 1909. Setzer sah seine Bildnisse stets als Kunstwerke an und der von ihm geprägte Stil der Porträtaufnahmen vor schmucklosem Hintergrund galt damals als sehr modern. Dass die im Atelier Setzer entstandenen Porträts von höchster künstlerischer Qualität waren, hatte sich im Wien der Zwischenkriegsjahre rasch herumgesprochen. Das gut belichtete Atelier im Dachgeschoß des Hauses Museumstrasse 5 im 7. Bezirk in Wien galt als eine der ersten Adressen für Porträtaufnahmen.
Auch das Ambiente bei „Setzer – Photographische Bildnisse, hinter dem deutschen Volkstheater“ – wie eine Werbekarte aus frühen Jahren den Standort beschreibt – entsprach den hohen Anforderungen und war mit „Lift und Fernsprecher“ ausgestattet. Bereits in frühen Jahren ließen sich daher Persönlichkeiten aus der Theater-, Oper- und Kulturszene von Setzer porträtieren. Zu den ersten Kunden zählten vor 1920 der Komponist Arnold Schönberg, die Schauspielerin Hedwig Bleibtreu und der Schriftsteller Stefan Zweig mit seiner späteren Gattin Friederike von Winternitz. 1920 heiratete Setzer die Opernsängerin Marie Gutheil-Schoder, wodurch seine gesellschaftliche Stellung weiter ausgebaut wurde. Neben den zeitgenössischen Künstlern zählten zunehmend auch Vertreter aus Adel, Politik und Wirtschaft zu jenem Personenkreis, der sich von Setzer ablichten ließ.
Wechselseitig gewidmete Fotos belegen, dass Franz Xaver Setzer auch zu den zeitgenössischen Kolleginnen und Kollegen, wie Madame d’Ora und Arthur Benda, freundschaftliche Kontakte pflegte.
Setzer unternahm wiederholte Reisen nach Salzburg. Die Salzburger Festspiele waren Gelegenheit sowohl Aufnahmen vor Ort – beispielsweise von Giacomo Puccini, Max Reinhardt und Maria Jeritza – anzufertigen, als auch Aufträge für das Atelier in Wien zu erhalten. Im April 1920 trat die zwanzigjährige Marie Karoline Tschiedel eine Stelle als Assistentin des Künstlers im Atelier an. Sie hatte ebenfalls an der K.u.K. Graphischen Lehr- und Versuchsanstalt studiert und sich in den Gebieten der Porträtphotographie und der Negativretusche spezialisiert.
Die aufkeimende Weltwirtschaftskrise in den 1930er-Jahren wirkte sich auch auf die Arbeit im Atelier aus. Die Auftragslage wurde schlechter, und Setzer zog sich, auch aus gesundheitlichen Gründen, zunehmend aus dem gesellschaftlichen Leben zurück. Tschiedel, die bereits in den vergangenen Jahren eng mit Setzer zusammengearbeitet hatte, avancierte 1934 zur technischen Leiterin des Ateliers und übernahm immer mehr die Gesamtverantwortung für das Atelier.
Mit 52 Jahren verstarb Franz Xaver Setzer im Januar 1939 infolge einer schweren Krankheit. Die letzte Aufnahme von Setzer ist im Plattenbuch mit der Nummer 18448 eingetragen. Marie Karoline Tschiedel übernahm das Atelier von seinen Erben und führte es unter dem Namen Setzer-Tschiedel bis 1980 nahtlos weiter.

## Auszeichnungen
In Anerkennung der hohen Qualität der Arbeiten erhielt Franz Xaver Setzer 1917 die Voigtländer Medaille der Photographischen Gesellschaft.

## Werke (Auswahl)
Ein Auszug aus dem Platten- und Negativbuch des Archivs Setzer-Tschiedel gibt einen Überblick über das umfangreiche Gesamtwerk an Porträtaufnahmen, die im Atelier Franz Xaver Setzer sowie in den Folgejahren unter Marie Karoline Tschiedel entstanden sind:
- Lena Amsel (1898–1929), Tänzerin und Schauspielerin
- Raoul Aslan (1886–1958), Schauspieler, Zivil- und Rollenbilder
- Rudolf Bayr (1919–1990), Schriftsteller
- Hedwig Bleibtreu (1868–1958), Zivil- und Rollenbilder
- Enrico Caruso (1873–1921), italienischer Opernsänger
- Vilma Degischer (1911–1992), Schauspielerin
- Leon Epp (1905–1968), Regisseur, Theaterdirektor und Schauspieler
- Alfred Gerasch (1877–1955), deutscher Schauspieler
- Marie Gutheil-Schoder (1874–1935), Zivil- und Rollenbilder
- Nora Gregor (1901–1949), Zivil- und Rollenbilder
- Lo Hesse (1889–1983?), Tänzerin
- Hans Jaray (1906–1990), Schauspieler, Zivil- und Rollenbilder
- Maria Jeritza (1887–1982), Schauspielerin, Zivil- und Rollenbilder
- Franz Lehár (1870–1948), Komponist
- Lotte Lehmann (1888–1976), Sängerin, Zivil- und Rollenbilder
- Wilhelm Miklas (1872–1956), Bundespräsident
- Hans Moser (1880–1964), Schauspieler
- Harald Paulsen (1895–1954), Zivil- und Rollenbilder
- Giacomo Puccini (1858–1924), Komponist
- Maurice Ravel (1875–1937), Komponist
- Max Reinhardt (1873–1943), Theater- und Filmregisseur, Intendant, Theaterproduzent und Theatergründer
- Rosa Albach-Retty (1874–1980), Zivil- und Rollenbilder
- Felix Salten (1869–1945), Schauspieler
- Joachim von Seewitz (1891–1966), Tänzer
- Arthur Schnitzler (1862–1931), Schriftsteller
- Ernst Rüdiger Starhemberg (1899–1956), Politiker und Heimwehrführer
- Richard Strauss (1864–1949), Komponist
- Richard Tauber (1891–1948), Tenor
- Hans Thimig (1900–1991), Schauspieler und Regisseur
- Helene Thimig (1889–1974), Schauspielerin, Regisseurin und Theaterdirektorin
- Otto Tressler (1871–1965), Rollenbilder
- Conrad Veidt (1893–1943), Schauspieler, Zivil- und Rollenbilder
- Bruno Walter (1876–1962), Dirigent
- Paula Wessely (1907–2000), Schauspielerin, Zivil- und Rollenbilder
- Grete Wiesenthal (1885–1970), Rollenbilder
- Anton Wildgans (1881–1932), Lyriker und Dramatiker
- Stefan Zweig (1881–1942), Schriftsteller

Das Forschungsprojekt "Wer Wien prägte" beschäftigt sich mit den Biografien der ehemaligen Kunden des Ateliers Setzer. Auf der Projekthomepage www.wer-wien-prägte.at, steht die vollständige Namensliste der Kunden als Download zur Verfügung.